# Adriano Fiori
Adriano Fiori ( 1865 - 1950 ) fue un médico, botánico, pteridólogo, y micólogo italiano, siendo profesor en el Istituto Superiore Forestale Nazionale.

## Biografía
Después de graduarse en medicina en la Universidad de Modena, se dedicó a los estudios de la flora.
En 1892 se graduó en ciencias naturales. Se trasladó a Padua donde en 1893 se casa con Giovanna Ferrari.
En la Universidad de Padua, colaboró con PA Saccardo y comenzó los trabajos preparatorios para su obra seminal, a sugerencia del mismo Saccardo, en colaboración con José Paoletti, 'Flora Analítica de Italia (1896-1904).
En 1900 abandonó la universidad y se trasladó a Padua, al Instituto Forestal de Vallombrosa, donde fue nombrado profesor de ciencias naturales y de la que sería director.
En 1913, fue titular de cátedra de botánica forestal en la Facultad de Ciencias Forestales de Florencia.
En Toscana, Fiori comenzó la revisión de la Flora que llevó a la publicación de  'Nueva flora analítica de Italia'  (1923-1929), quien completó una obra iconográfica Iconographia Florae Italicae'" (1933).
En 1909, se quedó varios meses en Eritrea para llevar a cabo un estudio para la protección de los bosques en la región reportado en el libro "Bosques y plantas leñosas de Eritrea" (1912) .

## Algunas publicaciones
- 1886. Muschi del Modenese e del Reggiano. Primo contributo. «Atti della Societa dei naturalisti di Modena» 3, V: 123-164

- 1892. Seconda contribuzione alla briologia emiliana. «Malpighia. Rassegna mensuale di botanica», VI: 64-71

- 1892. Alcuni giorni di permanenza a Bombay: impressioni e raccolte botaniche. «Atti della Societa dei naturalisti di Modena» 3, XI: 108-121

- 1892. Rivista statistica della Epaticologia italiana. Primo elenco delle Epatiche del Modenese e del Reggiano. «Malpighia. Rassegna mensuale di botanica» VI: 41-49

- 1894. Sulla presenza di Cyathus Lesueurii Tul nella flora italiana. «Bullettino della Società veneto-trentina di scienze naturali», V: 4-11

- 1894. I generi Tulipa e Colchicurri e le specie che li rappresentano nella flora italiana, in «Malpighia. Rassegna mensuale di botanica», VIII (1894), pp. 131-158

- 1895. Lichenologia nel Modenese e nel Reggiano. «Malpighia. Rassegna mensuale di botanica» IX: 122-125

- 1896. Sopra alcuni Amaranti naturalizzati in Italia e sulla presenza di Azolla caroliniana in frutto presso Chioggia. «Malpighia. Rassegna mensuale di botanica» X: 551-555

- 1895. Helodea canadensis Mich. nel Veneto e in Italia. «Malpighia. Rassegna mensuale di botanica» IX: 119-121

- 1910. La Lobelia Giberroa Hemse nell'Eritrea. «Bull. della Società botanica italiana» III: 58-63

- 1911. Achantacee quaedam novae ex Erithraea. «Bull. della Società botanica italiana» IV: 60-65

- 1938. Piante raccolte nelle isole italiane dell'Egeo. «Nuovo giornale botanico italiano» XI-II: pp. 242 s.; XLV: 132-138

- 1948. Chiave analitica ed illustrazione delle specie di Trifolium dell'Abbissinia. «Nuovo giornale botanico italiano» LV: 335-346

### Libros
- 1929. Nuova flora analitica d'Italia, contenente la descrizione delle piante vascolari indigene inselvatichite e largamente coltivate in Italia. Ed. Tipografia di M. Ricci. 2 v.

- 1943. Flora italica Cryptogama V. Pteridophyta. Ed. Tipografia di M. Ricci. 601 pp.[1]

## Honores

### Eponimia
- (Malvaceae) Fioria Mattei, 1917[2]

- Fioriella) Sacc. & D.Sacc., 1905; sin. Diplodina Westend., 1857
- La abreviatura «Fiori» se emplea para indicar a Adriano Fiori como autoridad en la descripción y clasificación científica de los vegetales.[3]